# Ушаков, Дмитрий Аркадьевич
Дми́трий Арка́дьевич Ушако́в (род. 15 августа 1988, Ейск, СССР) — российский батутист, член сборной России по прыжкам на батуте. Серебряный призёр летних Олимпийских игр в Лондоне, чемпион мира и многократный призёр чемпионатов Европы, двукратный чемпион I Европейских игр 2015 года в Баку. Заслуженный мастер спорта России.

## Биография
Студент Кубанского государственного университета физической культуры. Живёт в Ейске.

### Карьера
Первым тренером Дмитрия была Л. Н. Запорожченко. Ныне тренируется у О. О. и О. Г. Запорожченко. В сборной команде России с 2000 года.
Принимал участие в летних Олимпийских играх 2008 года в Пекине, где занял 6-е место.
Достижения:
- Серебряный призёр Олимпиады (Лондон 2012)
- Чемпион России 2011 в индивидуальных прыжках
- Финалист Чемпионатов Мира 2009, 2010 и 2011 годов в индивидуальных прыжках (вместе с Сергеем Чумаком)
- Чемпион Европы 2008 в индивидуальных прыжках
- Обладатель Кубка России 2007 в синхронных прыжках на батуте (вместе с Сергеем Чумаком)
- Чемпион России 2007 в индивидуальных прыжках
- Чемпион России 2006 в индивидуальных прыжках
- Серебряный призёр чемпионата России 2005

## Награды
- Медаль ордена «За заслуги перед Отечеством» I степени (13 августа 2012 года) — за большой вклад в развитие физической культуры и спорта, высокие спортивные достижения на Играх XXX Олимпиады 2012 года в городе Лондоне (Великобритания)[1].
- Заслуженный мастер спорта России (20 августа 2012 года)[2].